# Nikolaus Britz

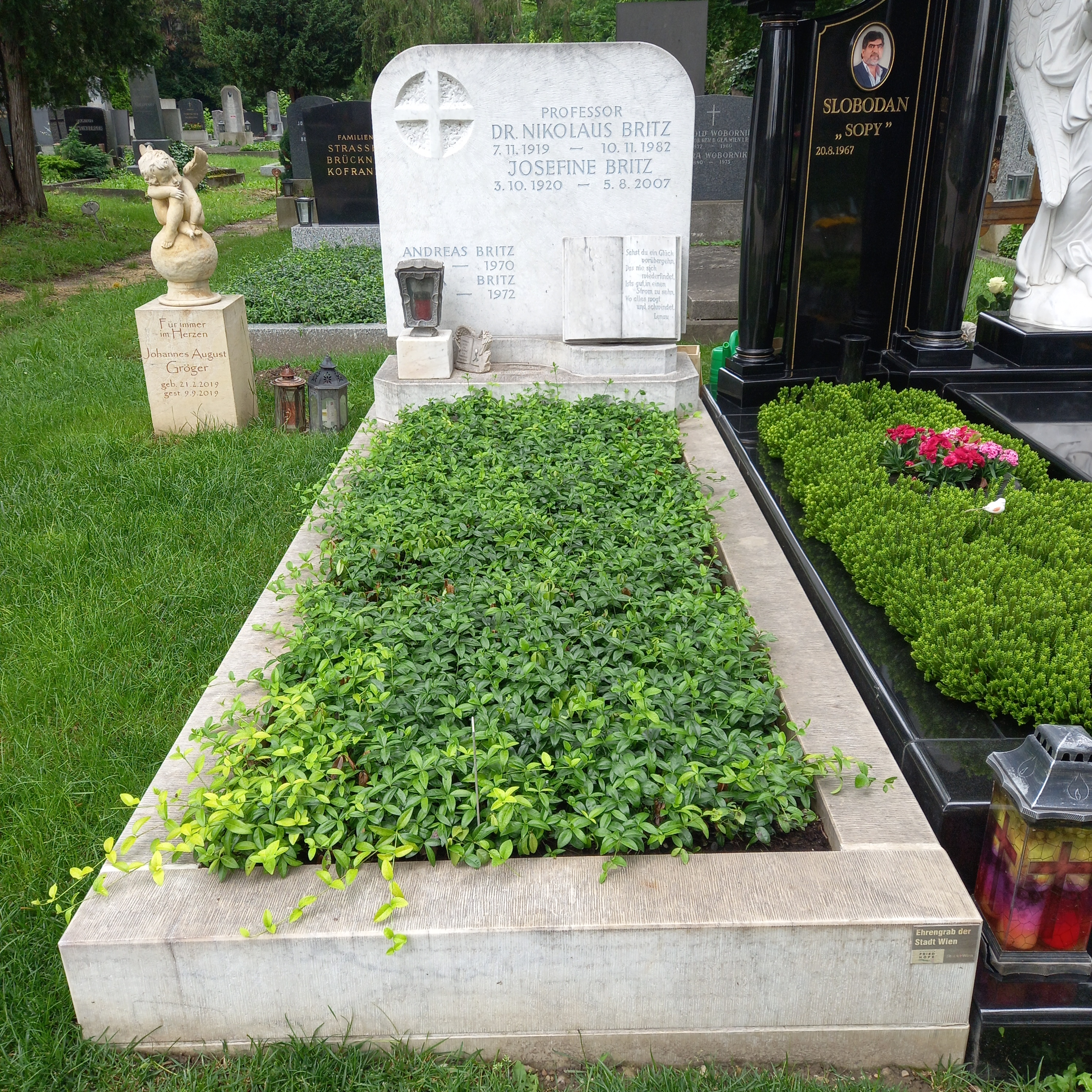
Das Grab von Nikolaus Britz und seiner Ehefrau Josefine im Familiengrab auf den Wiener Zentralfriedhof

Nikolaus Britz (* 7. November 1919 in Kikinda, Königreich der Serben, Kroaten und Slowenen; † 10. November 1982 in Wien, Österreich) war ein österreichischer Hochschullehrer.

## Leben
Britz besuchte die Private Deutsche Lehrerbildungsanstalt in Neuwerbaß, wo er sein Lehrerdiplom erhielt. Im Zuge der Vertreibung der Jugoslawiendeutschen wanderte er aus Jugoslawien aus und wurde in Österreich sesshaft. Er studierte Geschichte und Literatur an der Universität Wien und wurde dort promoviert. Später wurde Britz zum Professor an der Pädagogischen Akademie in Baden bei Wien berufen.
Britz war Initiator, Mitbegründer und Generalsekretär der Internationalen Lenau-Gesellschaft, deren Ziel es ist, abseits aller Politik die Germanisten aus Ländern des Westens und des Ostens für wissenschaftliche Mitarbeit auf dem Gebiet der literarischen Forschung zu gewinnen. Beachtung fanden die jährlich von Britz durchgeführten Tagungen und Symposien, die abwechselnd in Österreich, in der Bundesrepublik Deutschland, in Ungarn und in Rumänien stattfanden.
Britz veröffentlichte einige Dutzend biographischer und bibliographischer Arbeiten über Autoren deutscher und nichtdeutscher Volkszugehörigkeit, Kinder- und Schulbücher, sowie pädagogische Schriften. In seiner Forschung beschäftigte sich Britz unter anderem mit Arbeiten von Nikolaus Lenau, Adam Müller-Guttenbrunn, Adalbert Stifter, Hans Kaltneker, Theodor Kramer und Sándor Petőfi. Er gründete die Zeitschrift Österreichische Begegnung und war Herausgeber der Zeitschrift Lenau-Forum.
Er wurde am Wiener Zentralfriedhof bestattet.

## Auszeichnungen
- 1974: Silbernes Ehrenzeichen der Republik Österreich[2]
- 1975: Österreichisches Ehrenkreuz für Wissenschaft und Kunst[3]
- Ehrengabe des Kulturpreises der Donauschwaben des Landes Baden-Württemberg[1]
- Dr. Nikolaus Britz-Straße ⊙ in Stockerau

## Veröffentlichungen (Auswahl)
- Der Dichter Fritz Felzmann. Bildnis und Leseproben (= Dichter des Bezirkes Korneuburg, Band 1), Wien und Heidelberg: Bohmann, 1965
- Aus Nikolaus Lenaus familiengeschichtlicher Vergangenheit: ein altösterreichisches Kulturbild, Mattersburg, Burgenland: Wograndl, 1982
- Lenau in Baden: Kulturbilder aus dem Bereiche der ehemaligen Weilburg und ihrer Bewohner, Lesegabe zur Fünfhundertjahrfeier der Stadt, Braumüller, Wien, 1980, ISBN 3-7003-0246-0
- Die Weihnachtsgeschichten des Herrn Josef P. Braumüller, Wien, 1979, ISBN 3-7003-0232-0
- Aus der Geschichte des Korneuburger Bezirksraumes im Früh- und Hochmittelalter, Braumüller, Wien, 1977, ISBN 3-7003-0154-5
- Dichtung im Leben und in der Schule: 2 Vorträge, Braumüller, Wien, 1977, ISBN  3-7003-0152-9
- Dichtung und Leben in Theorie und schulischer Praxis, herausgegeben von der Forschungs- und Kulturstelle der Österreicher aus dem Donau-, Sudeten- und Karpatenraum, Wien. Krems (Donau): Faber, 1974